# Goward Peak
Goward Peak är en bergstopp i Antarktis. Den ligger i Västantarktis. Argentina, Chile och Storbritannien gör anspråk på området. Toppen på Goward Peak är 500 meter över havet.
Terrängen runt Goward Peak är huvudsakligen lite kuperad. Trakten är obefolkad. Det finns inga samhällen i närheten. 